# SM UC-18
SM UC-18 – niemiecki podwodny stawiacz min z okresu I wojny światowej, jedna z 64 zbudowanych jednostek typu UC II. Zwodowany 4 marca 1916 roku w stoczni Blohm & Voss w Hamburgu, został przyjęty do służby w Kaiserliche Marine 15 sierpnia 1916 roku. W trakcie służby operacyjnej we Flotylli Flandria okręt odbył sześć patroli bojowych, podczas których za pomocą torped i min zatopił 34 statki o łącznej pojemności 34 343 BRT, a trzy statki o łącznej pojemności 21 157 BRT zostały uszkodzone. 19 lutego 1917 roku SM UC-18 został zatopiony ogniem artylerii brytyjskiego statku-pułapki HMS „Lady Olive”.

## Projekt i budowa
Dokonania pierwszych niemieckich podwodnych stawiaczy min typu UC I, a także zauważone niedostatki tej konstrukcji skłoniły dowództwo Cesarskiej Marynarki Wojennej z admirałem von Tirpitzem na czele do działań mających na celu budowę nowego, znacznie większego i doskonalszego typu okrętu podwodnego. Opracowany latem 1915 roku projekt okrętu, oznaczonego później jako typ UC II, tworzony był równolegle z projektem przybrzeżnego torpedowego okrętu podwodnego typu UB II. Głównymi zmianami w stosunku do poprzedniej serii były: instalacja wyrzutni torpedowych i działa pokładowego, zwiększenie mocy i niezawodności siłowni oraz wzrost prędkości i zasięgu jednostki – kosztem rezygnacji z możliwości łatwego transportu kolejowego (ze względu na powiększone rozmiary).
SM UC-18 zamówiony został 29 sierpnia 1915 roku jako trzecia jednostka z I serii okrętów typu UC II (numer projektu 41, nadany przez Inspektorat U-Bootów), w ramach wojennego programu rozbudowy floty . Został zbudowany w stoczni Blohm & Voss w Hamburgu jako jeden z 24 okrętów tego typu zamówionych w tej wytwórni. Stocznia oszacowała czas budowy okrętu na 8 miesięcy. UC-18 otrzymał numer stoczniowy 268 (Werk 268) . Stępkę okrętu położono w 1915 roku , a zwodowany został 4 marca 1916 roku. Koszt budowy okrętu wyniósł 1 mln 729 tys. marek.

## Dane taktyczno-techniczne
SM UC-18 był średniej wielkości przybrzeżnym okrętem podwodnym o konstrukcji dwukadłubowej. Długość całkowita wynosiła 49,35 metra, szerokość 5,22 metra i zanurzenie 3,68 metra . Wykonany ze stali kadłub sztywny miał 39,3 metra długości i 3,65 metra szerokości, a wysokość (od stępki do szczytu kiosku) wynosiła 7,46 metra . Wyporność w położeniu nawodnym wynosiła 417 ton, a w zanurzeniu 493 tony. Jednostka miała wysoki, ostry dziób przystosowany do przecinania sieci przeciwpodwodnych; do jej wnętrza prowadziły trzy luki: pierwszy przed kioskiem, drugi w kiosku, a ostatni w części rufowej, prowadzący do maszynowni . Cylindryczny kiosk miał średnicę 1,4 metra i wysokość 1,8 metra, obudowany był opływową osłoną .
Okręt napędzany był na powierzchni przez dwa 6-cylindrowe, czterosuwowe silniki wysokoprężne MAN S6V23/34 o łącznej mocy 368 kW (500 KM), a pod wodą poruszał się dzięki dwóm silnikom elektrycznym BBC o łącznej mocy 340 kW (460 KM). Dwa wały napędowe obracały dwie śruby wykonane z brązu manganowego (o średnicy 1,9 metra i skoku 0,9 metra) . Okręt osiągał prędkość 11,6 węzła na powierzchni i 7 węzłów w zanurzeniu. Zasięg wynosił 9430 Mm przy prędkości 7 węzłów w położeniu nawodnym oraz 55 Mm przy prędkości 4 węzłów pod wodą. Zbiorniki mieściły 56 ton paliwa , a energia elektryczna magazynowana była w dwóch bateriach akumulatorów 26 MAS po 62 ogniwa, zlokalizowanych pod przednim i tylnym przedziałem mieszkalnym załogi. Okręt miał siedem zewnętrznych zbiorników balastowych . Dopuszczalna głębokość zanurzenia wynosiła 50 metrów , a czas wykonania manewru zanurzenia 40 sekund.
Głównym uzbrojeniem okrętu było 18 min kotwicznych typu UC/200 w sześciu skośnych szybach minowych o średnicy 100 cm, usytuowanych w podwyższonej części dziobowej jeden za drugim w osi symetrii okrętu, pod kątem do tyłu (sposób stawiania – „pod siebie”). Układ ten powodował, że miny trzeba było stawiać na zaplanowanej przed rejsem głębokości, gdyż na morzu nie było do nich dostępu (co znacznie zmniejszało skuteczność okrętów). Wyposażenie uzupełniały dwie zewnętrzne wyrzutnie torped kalibru 500 mm (umiejscowione powyżej linii wodnej na dziobie, po obu stronach szybów minowych), jedna wewnętrzna wyrzutnia torped kal. 500 mm na rufie (z łącznym zapasem 7 torped) oraz umieszczone przed kioskiem działo pokładowe kal. 88 mm L/30, z zapasem amunicji wynoszącym 130 naboi . Okręt wyposażony był w dwa peryskopy Zeissa: wachtowy i bojowy oraz radiostację z podnoszonym masztem o wysokości 10 metrów. Wyposażenie uzupełniała kotwica grzybkowa o masie 272 kg .
Załoga okrętu składała się z 3 oficerów oraz 23 podoficerów i marynarzy.

## Przebieg służby

### 1916 rok
15 sierpnia 1916 roku SM UC-18 został przyjęty do służby w Cesarskiej Marynarce Wojennej. Tego dnia pierwszym – i zarazem jedynym dowódcą UC-18 mianowany został por. mar. (niem. Oberleutnant zur See) Wilhelm Kiel, dowodzący wcześniej UB-12 . Po okresie szkolenia, 19 października okręt włączono do Flotylli Flandria . Od października do grudnia UC-18 wraz z innymi podwodnymi stawiaczami min Flotylli Flandria postawiły 10 zagród minowych liczących łącznie 70 min u wschodnich wybrzeży Wielkiej Brytanii, 41 zagród liczących 161 min przy brytyjskim brzegu kanału La Manche i 15 zagród liczących 72 miny u wybrzeży Francji. 3 listopada na postawioną przez UC-18 nieopodal Great Yarmouth minę wszedł zbudowany w 1907 roku brytyjski uzbrojony trawler HMT „Glenprosen” (224 BRT), który zatonął ze stratą pięciu członków załogi . Dwa dni później na tych samych wodach zatonął na minie zbudowany w 1915 roku brytyjski uzbrojony trawler HMT „Cantatrice” (302 BRT); zginęła cała, licząca 18 osób załoga jednostki . 9 listopada trzecią ofiarą postawionej przez UC-18 koło Great Yarmouth zagrody minowej został zbudowany w 1915 roku pomocniczy bocznokołowy trałowiec HMS „Fair Maid” (432 BRT), na którego pokładzie zginęło pięciu marynarzy .
W dniach 4–19 listopada okręt przeprowadził patrol na wodach kanału La Manche. 9 listopada w odległości 16 Mm na północny zachód od Ouessant UC-18 zatrzymał i po ewakuacji załogi zatopił za pomocą ładunków wybuchowych zbudowany w 1908 roku brytyjski parowiec „Marga” o pojemności 674 BRT, płynący z ładunkiem węgla z Cardiff do Lorient  . 10 listopada na postawionej przez okręt podwodny nieopodal Boulogne-sur-Mer minie zatonęła ze stratą jednego członka załogi zbudowana w 1908 roku barka „H.m.w.” (93 BRT), przewożąca tygle z Londynu do Boulogne-sur-Mer . Trzy dni później w odległości 12 Mm na zachód od Ouessant U-Boot zatrzymał i po zejściu załogi zatopił zbudowany w 1901 roku francuski drewniany szkuner „Lilloise” o pojemności 165 BRT, płynący na trasie Les Sables-d’Olonne – Port Talbot . 15 listopada nieopodal Brestu na postawioną przez UC-18 minę wszedł zbudowany w 1902 roku brytyjski parowiec pasażerski „Lake Michigan” (9288 BRT). Statek, przewożący konie i ładunek drobnicy z Montrealu przez Brest do Londynu, doznał uszkodzeń na pozycji 48°17′N 4°47′W/48,283333 -4,783333 (nikt nie zginął) . Następnego dnia w odległości 25 Mm na północny zachód od latarni morskiej Les Hanois okręt zatrzymał i po ewakuacji załogi zatopił ogniem artyleryjskim zbudowany w 1914 roku brytyjski parowiec „Trevarrack” o pojemności 4199 BRT, transportujący ładunek kukurydzy z Buenos Aires do Kingston upon Hull (na pozycji 48°17′N 4°47′W/48,283333 -4,783333)  .
10 grudnia okręt wyszedł na patrol na wody Zatoki Biskajskiej. 11 grudnia w odległości 15 Mm na południowy zachód od latarni morskiej St Catherine UC-18 zatopił zbudowany w 1908 roku duński parowiec „Inger” (786 BRT), przewożący owoce z Gandii do Londynu (bez strat w załodze) . 13 grudnia okręt postawił pod Brestem zagrodę składającą się z 6 min. 14 grudnia w odległości od 12 do 14 Mm od Île d’Yeu okręt zatrzymał i zatopił po ewakuacji załóg płynące razem dwa parowce: zbudowany w 1898 roku brytyjski „Glencoe” (2560 BRT), transportujący ładunek węgla z Glasgow do Bordeaux, zatopiony torpedą na pozycji 46°54′N 2°38′W/46,900000 -2,633333   oraz pochodzący z 1902 roku portugalski „Leca” (1911 BRT), przewożący 3200 ton węgla z Cardiff do Saint-Nazaire, zatopiony z działa pokładowego na pozycji 46°57′N 2°41′W/46,950000 -2,683333 . W tym samym dniu U-Boot postawił pod Saint-Nazaire dwie zagrody minowe liczące łącznie 12 min. 15 grudnia w odległości 18 Mm od Groix UC-18 zatopił zbudowany w 1901 roku norweski parowiec „Rogn” o pojemności 1028 BRT, transportujący węgiel i maszyny z Liverpoolu do Nantes (nikt nie zginął) . 17 grudnia nieopodal wyspy Oléron okręt zatopił pięć jednostek: zbudowany w 1899 roku portugalski parowiec „Cascais” o pojemności 835 BRT, płynący z La Rochelle do Boucau (storpedowany na pozycji 45°51′N 1°26′W/45,850000 -1,433333) ; pochodzący z 1912 roku francuski trzymasztowy szkuner „Immaculee Conception” (246 BRT), zatrzymany i zatopiony na pozycji 45°49′N 1°34′W/45,816667 -1,566667 ; zbudowany w 1899 roku norweski parowiec „Prima” o pojemności 1233 BRT, przewożący węgiel z Port Talbot do Bordeaux (zatrzymany i po ewakuacji załogi zatopiony na pozycji 45°50′N 1°31′W/45,833333 -1,516667) ; francuską łódź rybacką „Prosper Leon” (42 BRT), zatrzymaną i zatopioną na pozycji 46°13′N 2°25′W/46,216667 -2,416667  i zbudowany w 1909 roku francuski trzymasztowy szkuner „Saint Yves” (325 BRT), płynący pod balastem z Bordeaux do Saint-Malo, zatrzymany i zatopiony na pozycji 45°49′N 1°34′W/45,816667 -1,566667 . Następnego dnia na postawioną przez okręt podwodny nieopodal Saint-Nazaire minę wszedł zbudowany w 1903 roku amerykański parowiec „Kansan” o pojemności 7913 BRT, przewożący konie i drobnicę na trasie Boston – Saint-Nazaire, doznając uszkodzeń (sześciu członków załogi zostało rannych) . 22 grudnia na północ od wybrzeży Bretanii załoga U-Boota zatopiła trzy kolejne jednostki: zbudowany w 1878 roku francuski drewniany szkuner „Amedee” (130 BRT), płynący z Binic do Cardiff, zatrzymany i zatopiony w odległości 35 Mm na południowy wschód od wysp Triagoz  oraz dwa przewożące węgiel duńskie parowce – pochodzący z 1904 roku „Dansborg” (2242 BRT), płynący z Sunderlandu do Lizbony (na pozycji 49°40′N 3°48′W/49,666667 -3,800000, bez strat ludzkich)  i zbudowany w 1913 roku „Hroptatyr” (1300 BRT), płynący z Newcastle upon Tyne do Oranu (na pozycji 49°37′N 3°00′W/49,616667 -3,000000, zginęły dwie osoby) .

### 1917 rok
12 stycznia 1917 roku na południe od Worthing UC-18 zatrzymał i po ewakuacji załogi zatopił zbudowany w 1899 roku francuski drewniany trzymasztowy szkuner „Saint Michel” (419 BRT), przewożący 200 ton wiórów stalowych z Hawru do Briton Ferry (Neath Port Talbot) (na pozycji 50°31′N 0°25′W/50,516667 -0,416667, nikt nie zginął) . Nazajutrz w odległości 24 Mm na północny zachód od Sept Îles okręt zatrzymał i po zejściu załogi zatopił torpedą zbudowany w 1906 roku brytyjski parowiec „Toftwood” o pojemności 3082 BRT, przewożący ładunek drobnicy z Nowego Jorku do Hawru (na pozycji 49°15′N 3°43′W/49,250000 -3,716667)  . 14 stycznia w odległości 8 Mm na północny zachód od Ouessant U-Boot zatrzymał i po ewakuacji załogi zatopił z działa pokładowego zbudowany w 1895 roku brytyjski parowiec „Martin” (1904 BRT), transportujący stemple z Bajonny do Barry(na pozycji 48°36′N 5°08′W/48,600000 -5,133333)  . Następnego dnia w Zatoce Biskajskiej ofiarami U-Boota stały się kolejne dwie jednostki: zbudowany w 1915 roku norweski parowiec „Otto” o pojemności 401 BRT, przewożący ładunek smoły z Middlesbrough do Saint-Nazaire, zatopiony bez strat ludzkich w odległości 10 Mm na północny zachód od Belle-Île (na pozycji 47°32′N 3°41′W/47,533333 -3,683333)  oraz pochodząca z 1898 roku francuska drewniana brygantyna „Bernadette” (128 BRT), przewożąca stemple z La Roche-Bernard do Cardiff, zatrzymana i po ewakuacji załogi zatopiona nieopodal archipelagu Glénan (na pozycji 47°27′N 3°50′W/47,450000 -3,833333) . 16 stycznia w odległości 5 Mm na południowy wschód od Penmarch okręt zatopił bez strat w załodze zbudowany w 1905 roku norweski parowiec „City Of Tampico” o pojemności 1513 BRT, płynący z ładunkiem węgla z Manchesteru do Nantes (na pozycji 47°43′N 4°19′W/47,716667 -4,316667) . Nazajutrz na południowy zachód od Ouessant UC-18 zatopił dwa kolejne statki: zbudowany w 1888 roku hiszpański parowiec „Valle” (2365 BRT), przewożący ładunek rudy żelaza z Bilbao do Middlesbrough (bez strat w załodze)  oraz pochodzący z 1878 roku francuski drewniany szkuner „Jeune France” o pojemności 126 BRT, transportujący stemple z La Rochelle do Cardiff (także nikt nie zginął) . 18 stycznia załoga U-Boota dopisała do listy wojennych osiągnięć zatopienie dwóch francuskich jednostek: zbudowanego w 1912 roku trzymasztowego szkunera ze stalowym kadłubem i pomocniczym napędem motorowym „Louis Joseph” o pojemności 197 BRT, przewożącego stemple o masie 230 ton z La Rochelle do Port Talbot, zatrzymanego i zatopionego za pomocą ładunków wybuchowych w odległości 6 Mm na południowy wschód od Guilvinec  oraz pochodzącego z 1893 roku kecza „Louise” (101 BRT), transportującego 65 ton stempli z Le Verdon-sur-Mer do Swansea, zatrzymanego i zatopionego po ewakuacji załogi w pobliżu archipelagu Glénan . Następnego dnia w pobliżu Audierne (na pozycji 47°56′N 4°42′W/47,933333 -4,700000) okręt podwodny zatopił bez strat ludzkich dwa przewożące węgiel parowce, zbudowane w 1889 roku: duński „Klampenborg” o pojemności 1785 BRT, płynący na trasie Newcastle upon Tyne – Bordeaux  oraz urugwajski „Parahyba” (2606 BRT), płynący z Firth of Clyde do Saint-Nazaire . 20 stycznia na postawionej przez UC-18 pod Brestem minie uległ uszkodzeniu zbudowany w 1912 roku francuski parowiec „Phoebe” o pojemności 3956 BRT, płynący pod balastem z Saint-Nazaire do Cardiff . Dwa dni później w odległości 45 Mm od wybrzeża Bretanii okręt zatrzymał i po ewakuacji załogi zatopił zbudowany w 1889 roku francuski żaglowiec „Aurelie” (89 BRT), przewożący stemple z Paimpol do Cardiff(na pozycji 49°31′N 3°28′W/49,516667 -3,466667) .
Z dniem 1 lutego, rozkazem szefa sztabu admiralicji niemieckiej z 12 stycznia tego roku, U-Booty należące do czterech flotylli Hochseeflotte, Flotylli Flandria i Flotylli Pola rozpoczęły nieograniczoną wojnę podwodną. 16 lutego okręt wyszedł z Zeebrugge na patrol na wody kanału La Manche. 18 lutego w odległości 16 Mm na południe od latarni morskiej Anvil Point UC-18 zatrzymał i po ewakuacji załogi zatopił za pomocą ładunków wybuchowych zbudowaną w 1872 roku drewnianą brytyjską brygantynę „Netherton” o pojemności 199 BRT, płynącą z ładunkiem podzespołów stalowych z Hawru do Briton Ferry  . Rankiem 19 lutego na pozycji 49°15′N 2°34′W/49,250000 -2,566667 SM UC-18 stoczył walkę z brytyjskim statkiem-pułapką (ang. Q-ship) HMS „Lady Olive” (701 BRT), w wyniku której zatopione zostały obie jednostki (cała załoga U-Boota zginęła) .

## Podsumowanie działalności bojowej
SM UC-18 wykonał łącznie 6 patroli wojennych, podczas których zatopił 34 jednostki o łącznym tonażu 34 343 BRT. Uszkodzenia odniosły trzy statki o łącznej pojemności 21 157 BRT . Na pokładach zatopionych i uszkodzonych jednostek zginęło co najmniej 31 osób, w tym 18 na pokładzie uzbrojonego trawlera HMT „Cantatrice”  . Pełne zestawienie strat przedstawia poniższa tabela :
| Data              | Nazwa                  | Państwo           | Tonaż       | Los jednostki |
| ----------------- | ---------------------- | ----------------- | ----------- | ------------- |
| 3 listopada 1916  | HMT „Glenprosen”       | Royal Navy        | 224         | zatopiony     |
| 5 listopada 1916  | HMT „Cantatrice”       | Royal Navy        | 302         | zatopiony     |
| 9 listopada 1916  | HMS „Fair Maid”        | Royal Navy        | 432         | zatopiony     |
| 9 listopada 1916  | „Marga”                | Wielka Brytania   | 674         | zatopiony     |
| 10 listopada 1916 | „H.m.w.”               | Wielka Brytania   | 93          | zatopiony     |
| 13 listopada 1916 | „Lilloise”             | Francja           | 165         | zatopiony     |
| 15 listopada 1916 | „Lake Michigan”        | Wielka Brytania   | 9288        | uszkodzony    |
| 16 listopada 1916 | „Trevarrack”           | Wielka Brytania   | 4199        | zatopiony     |
| 11 grudnia 1916   | „Inger”                | Dania             | 786         | zatopiony     |
| 14 grudnia 1916   | „Glencoe”              | Wielka Brytania   | 2560        | zatopiony     |
| 14 grudnia 1916   | „Leca”                 | Portugalia        | 1911        | zatopiony     |
| 15 grudnia 1916   | „Rogn”                 | Norwegia          | 1028        | zatopiony     |
| 17 grudnia 1916   | „Cascais”              | Portugalia        | 835         | zatopiony     |
| 17 grudnia 1916   | „Immaculee Conception” | Francja           | 246         | zatopiony     |
| 17 grudnia 1916   | „Prima”                | Norwegia          | 1233        | zatopiony     |
| 17 grudnia 1916   | „Prosper Leon”         | Francja           | 42          | zatopiony     |
| 17 grudnia 1916   | „Saint Yves”           | Francja           | 325         | zatopiony     |
| 18 grudnia 1916   | „Kansan”               | Stany Zjednoczone | 7913        | uszkodzony    |
| 22 grudnia 1916   | „Amedee”               | Francja           | 130         | zatopiony     |
| 22 grudnia 1916   | „Dansborg”             | Dania             | 2242        | zatopiony     |
| 22 grudnia 1916   | „Hroptatyr”            | Dania             | 1300        | zatopiony     |
| 12 stycznia 1917  | „Saint Michel”         | Francja           | 419         | zatopiony     |
| 13 stycznia 1917  | „Toftwood”             | Wielka Brytania   | 3082        | zatopiony     |
| 14 stycznia 1917  | „Martin”               | Wielka Brytania   | 1904        | zatopiony     |
| 15 stycznia 1917  | „Bernadette”           | Francja           | 128         | zatopiony     |
| 15 stycznia 1917  | „Otto”                 | Norwegia          | 401         | zatopiony     |
| 16 stycznia 1917  | „City of Tampico”      | Norwegia          | 1513        | zatopiony     |
| 17 stycznia 1917  | „Jeune France”         | Francja           | 126         | zatopiony     |
| 17 stycznia 1917  | „Valle”                | Hiszpania         | 2365        | zatopiony     |
| 18 stycznia 1917  | „Louis Joseph”         | Francja           | 197         | zatopiony     |
| 18 stycznia 1917  | „Louise”               | Francja           | 101         | zatopiony     |
| 19 stycznia 1917  | „Klampenborg”          | Dania             | 1785        | zatopiony     |
| 19 stycznia 1917  | „Parahyba”             | Urugwaj           | 2606        | zatopiony     |
| 20 stycznia 1917  | „Phoebe”               | Francja           | 3956        | uszkodzony    |
| 22 stycznia 1917  | „Aurelie”              | Francja           | 89          | zatopiony     |
| 18 lutego 1917    | „Netherton”            | Wielka Brytania   | 199         | zatopiony     |
| 19 lutego 1917    | HMS „Lady Olive”       | Royal Navy        | 701         | zatopiony     |
| RAZEM             | RAZEM                  | zatopione:        | zatopione:  | 34            |
| RAZEM             | RAZEM                  | uszkodzone:       | uszkodzone: | 3             |